# أوبو سفنسكا

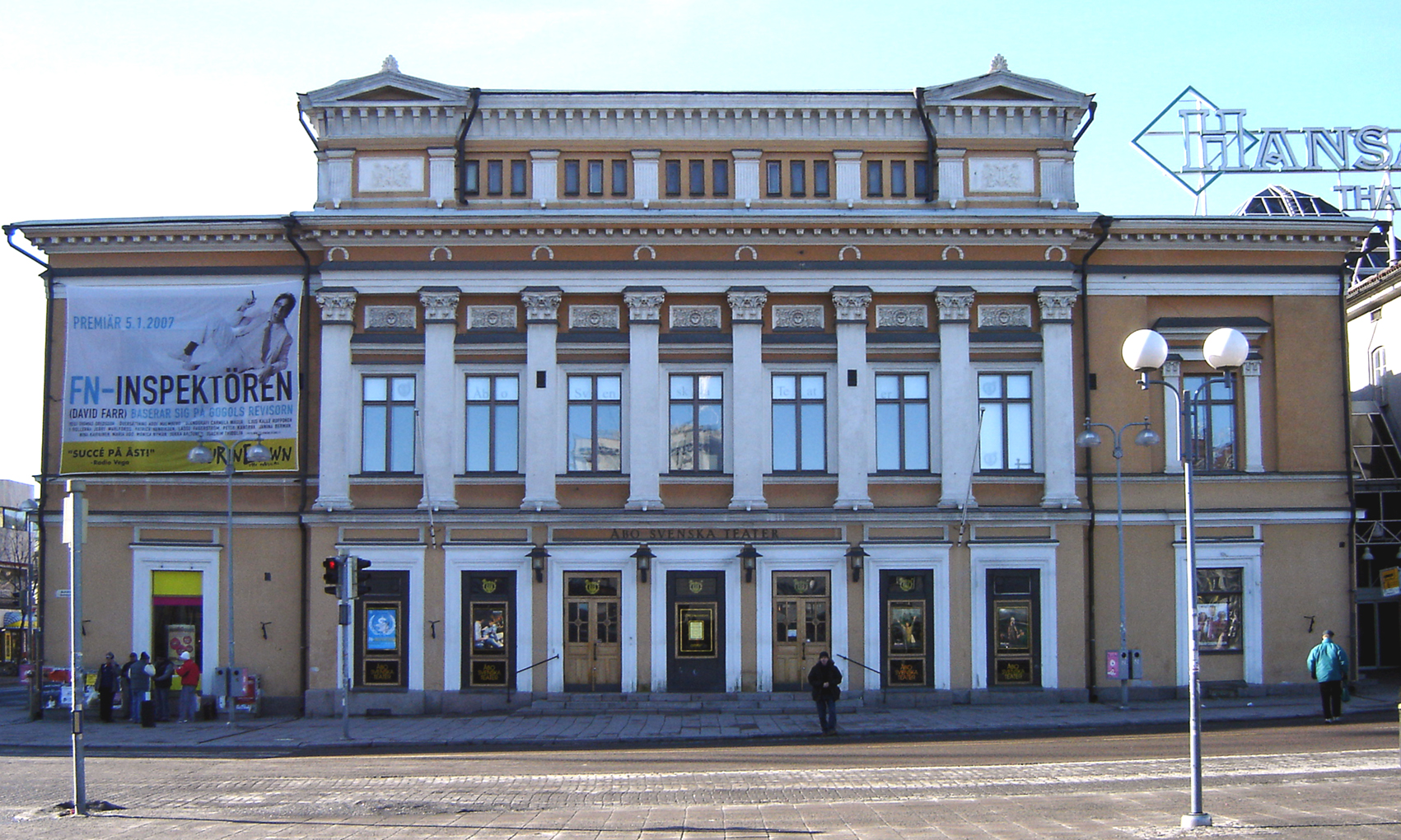
مسرح أوبو سفنسكا

مسرح أوبو سفنسكا (Åbo Svenska Teater) مسرح ناطق بسويدية فنلندا في مدينة توركو الفنلندية، وأقدم مسرح في البلاد، وقد تأسس في عام 1839. ويعني اسمها "مسرح أوبو السويدي"؛ وأوبو هو الاسم السويدي لمدينة توركو.